# Edward Seymour (8e duc de Somerset)
Edward Seymour, 8e duc de Somerset (décembre 1694 ou début 1695 – décembre 1757) est un pair et un propriétaire anglais.

## Biographie
Fils d'Edward Seymour (5e baronnet), de Berry Pomeroy, descendant d'Edward Seymour (1er duc de Somerset) de son premier mariage avec Catherine Fillol, il est baptisé à Easton Royal, Wiltshire, le 17 janvier 1694.
Le 8 mars 1716 ou le 5 mars 1717, Edward Seymour épouse à Monkton Farleigh Mary Maryb (née à Seend le 22 octobre 1697, décédée le 1er février 1768 et inhumée à Seend), fille de Daniel Webb, de Monkton Farleigh, et épouse Elizabeth Somner, fille de John Somner, de Seend. Ils ont au moins cinq enfants.
En décembre 1740, son père décède et Seymour hérite de ses manoirs dans le Wiltshire et le Devon. Le 11 septembre 1744, avec la mort inattendue de George Seymour, vicomte Beauchamp (1725-1744), fils unique d'Algernon Seymour (7e duc de Somerset), il est fort probable que ce dernier succéderait à son cousin éloigné comme Duc de Somerset et baron Seymour, le septième duc ayant alors soixante ans et sa femme n'étant plus en âge de procréer. Le 23 novembre 1750, le duc meurt et Seymour reprend ses titres. Cependant, il hérite peu de la grande richesse dont jouissaient ses deux prédécesseurs immédiats, car le 7e duc s'est arrangé pour que les principaux domaines de la Famille de Percy et les maisons d'Alnwick Castle, de Northumberland House, de Petworth House et de Syon House soient divisés entre sa fille Elizabeth et son neveu Charles Wyndham. En conséquence, les ducs de Somerset ne font plus partie des plus grandes familles de propriétaires fonciers.
Les enfants de Seymour sont tous nés bien avant qu'il n'hérite du duché :
- Edward Seymour, 9e duc de Somerset (2 janvier 1717 – 2 janvier 1792)
- Webb Seymour (10e duc de Somerset) (3 décembre 1718 – 15 décembre 1793)
- William Seymour (1724 – 5 novembre 1800), marié le 5 juin 1767 Hester Maltravers (d. mai 1812) et a une descendance :
  - Edward Seymour (né le 3 mai 1768)
  - William Seymour (né le 28 mars 1769)
  - Hester Seymour (né le 24 novembre 1770)
- Francis Seymour (1726-1799) (en) (1726 – 16 février 1799), Doyen de Wells et de la Cathédrale Saint-André de Wells, marié en 1749 à Catherine Payne (décédée le 24 décembre 1801) dont descend Edward Seymour (16e duc de Somerset); également un ancêtre du colonel Henry Abel Smith[3] époux de Lady May Abel Smith .
- Mary Seymour (1744 – 21 juillet 1762), mariée le 20 octobre 1759 à Vincent John Biscoe, de Hookwood (1721 – 29 avril 1770)

Le 8e duc de Somerset décède entre le 12 et le 15 décembre 1757 et est enterré à Maiden Bradley le 21 décembre 1757.